# JJ Knight
JJ Knight, właśc. Justin James Brewer (ur. 24 lipca 1988 w Memphis) – amerykański aktor pornograficzny. Laureat trzech nagród Grabby.
W pseudonimie artystycznym nawiązuje do swoich prawdziwych imion oraz do nazwiska innego aktora filmów pornograficznych, Trevora Knighta.

## Życiorys
Urodził się w Memphis. W branży pornograficznej zadebiutował w 2015, swoją pierwszą scenę zagrał z Jackiem Hunterem. Jest aktorem głównie aktywnym, ale w kilku filmach (np. From Another Time z 2016) wystąpił jako aktor pasywny. Współpracował z wytwórniami filmowymi: Falcon Studios, TitanMen czy Next Door Raw. Trzykrotnie zdobył branżową nagrodę Grabby: w 2016 za najgorętszego penisa, w 2018 za najgorętszy rimming (z Blake’em Rileyem w filmie Earthbound: Heaven to Hell 2) i w 2020 za występ w najlepszej scenie seksu grupowego w filmie All-Star Orgy (2019). W 2020 otrzymał również Str8UpGayPorn Award dla ulubionego duetu (z Joeyem Millsem w filmie Elevator Pitcher). W 2022 został umieszczony na Grabby Wall of Fame za swoje zasługi w branży pornograficznej.

### Życie prywatne
Był zaręczony z aktorem Brentem Corriganem, z którym rozstał się w 2018.

## Nagrody i nominacje
| Rok  | Nagroda             | Kategoria                       | Film                                | Inni wykonawcy | Rezultat  |
| ---- | ------------------- | ------------------------------- | ----------------------------------- | --- | --------- |
| 2016 | Grabby Award        | Najgorętszy penis               | –                                   | – | Wygrana   |
| 2016 | Grabby Award        | Najlepszy debiutant             | –                                   | – | Nominacja |
| 2017 | Grabby Award        | Najlepszy aktor uniwersalny     | –                                   | – | Nominacja |
| 2017 | Grabby Award        | Najgorętszy aktyw               | –                                   | – | Nominacja |
| 2017 | Grabby Award        | Najgorętszy penis               | –                                   | – | Nominacja |
| 2017 | Grabby Award        | Najlepszy duet                  | About Last Night (2016)             | Brent Corrigan | Nominacja |
| 2017 | Grabby Award        | Męski mężczyzna                 | –                                   | – | Nominacja |
| 2017 | Grabby Award        | Wykonawca roku                  | –                                   | – | Nominacja |
| 2017 | Grabby Award        | Najgorętszy rimming             | Desert Getaway                      | Ryan Rose | Nominacja |
| 2017 | Grabby Award        | Najlepszy aktor wspierający     | Desert Getaway                      | – | Nominacja |
| 2017 | Grabby Award        | Najgorętsza zmiana pozycji      | Desert Getaway                      | Ryan Rose | Nominacja |
| 2017 | Grabby Award        | Najgorętsza zmiana pozycji      | Tahoe: Snowbound (2016)             | Andrea Suarez | Nominacja |
| 2018 | Grabby Award        | Najgorętszy rimming             | Earthbound: Heaven to Hell 2 (2017) | Blake Riley | Wygrana   |
| 2018 | Grabby Award        | Najgorętszy aktyw               | –                                   | – | Nominacja |
| 2018 | Grabby Award        | Najgorętszy penis               | –                                   | – | Nominacja |
| 2018 | Grabby Award        | Najgorętszy duet                | Earthbound: Heaven to Hell 2 (2017) | Blake Riley | Nominacja |
| 2018 | Grabby Award        | Najgorętszy duet                | Love & Lust in New Orleans (2017)   | Pierce Paris | Nominacja |
| 2018 | Grabby Award        | Wykonawca roku                  | –                                   | – | Nominacja |
| 2019 | Grabby Award        | Najgorętszy penis               | –                                   | – | Nominacja |
| 2019 | Grabby Award        | Najlepsza grupa                 | Heist Part 3                        | Beaux Banks, Dalton Briggs, Ken Ott i Diego Sans                                                                                                   | Nominacja |
| 2019 | Grabby Award        | Najlepszy aktor wspierający     | Zack & Jack Make A Porno            | – | Nominacja |
| 2020 | Str8UpGayPorn Award | Ulubiony duet                   | Elevator Pitcher                    | Joey Mills | Wygrana   |
| 2020 | Grabby Award        | Najlepsza scena seksu grupowego | All-Star Orgy (2019)                | Colton Grey, Dakota Payne, Edji DaSilva, Hunter Smith, Jeffrey Lloyd, Allen King, Manuel Skye, Max Arion, Max Avila, Michael Lucas i Ruslan Angelo | Wygrana   |